# Autostrada M5 (Węgry)
Autostrada M5 (węg. M5-ös autópálya) – autostrada na Węgrzech w ciągu trasy europejskiej E75.
Autostrada łączy Budapeszt z miastem Szeged na południu kraju. Umożliwia dojazd ze stolicy Węgier do Serbii. Większa część autostrady biegnie przez Wielką Nizinę Węgierską.
Ostatni odcinek autostrady, łączący miasto Szeged z przejściem granicznym w Röszke, został oddany do użytku w kwietniu 2006 roku.

## Trasy europejskie
Autostrada M5 jest częścią kilku tras europejskich:
| Numer | Odcinek                                |
| ----- | -------------------------------------- |
| E75   | (23) M0, Gyál – (173) granica z Serbią |